# الجمهورية (مترو باريس)
الجمهورية (بالفرنسية: République)‏ هي محطة مترو تابعة لمترو باريس تقع في فرنسا في الدائرة الثالثة في باريس.[بحاجة لمصدر]

## معرض صور

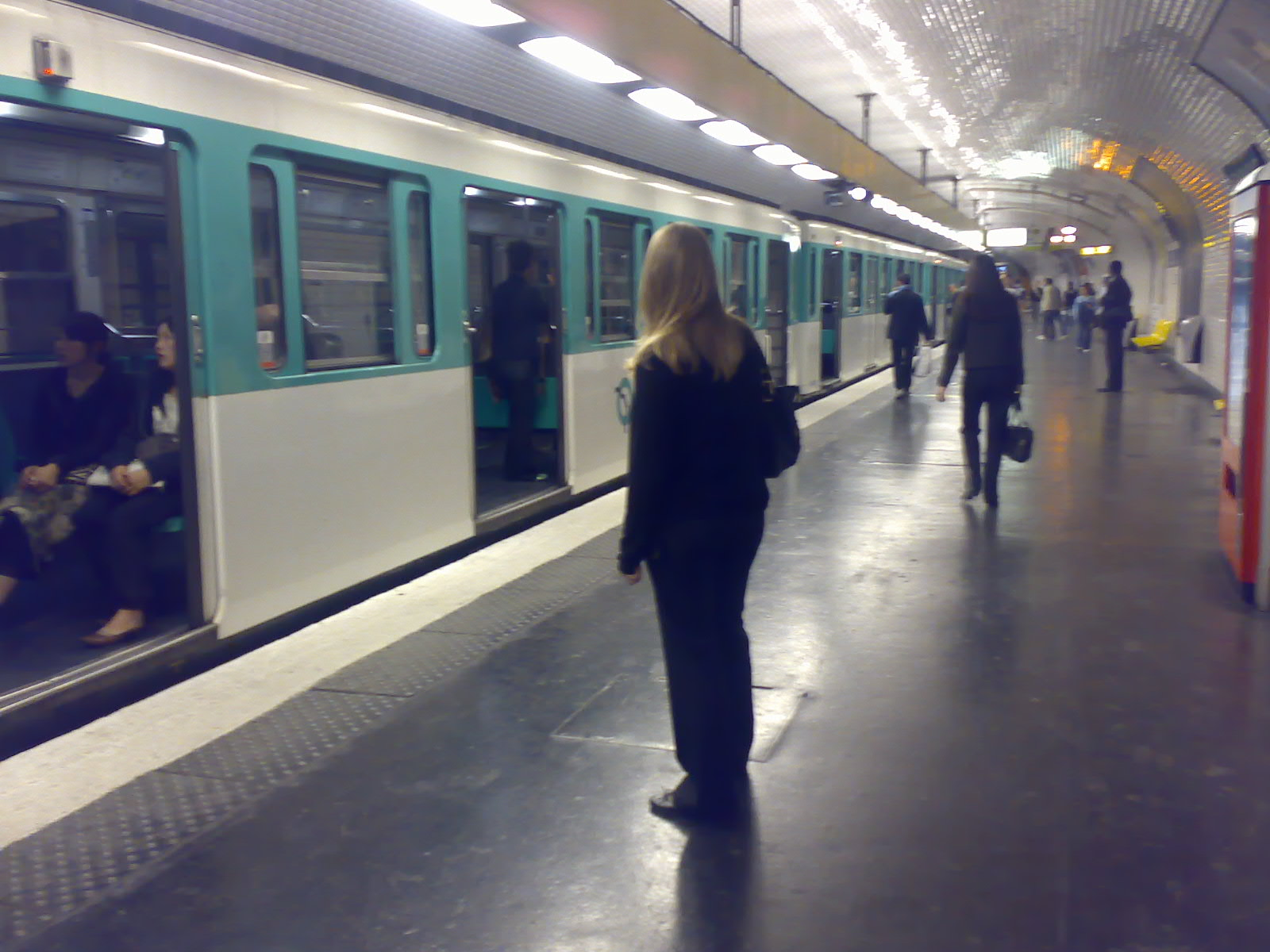
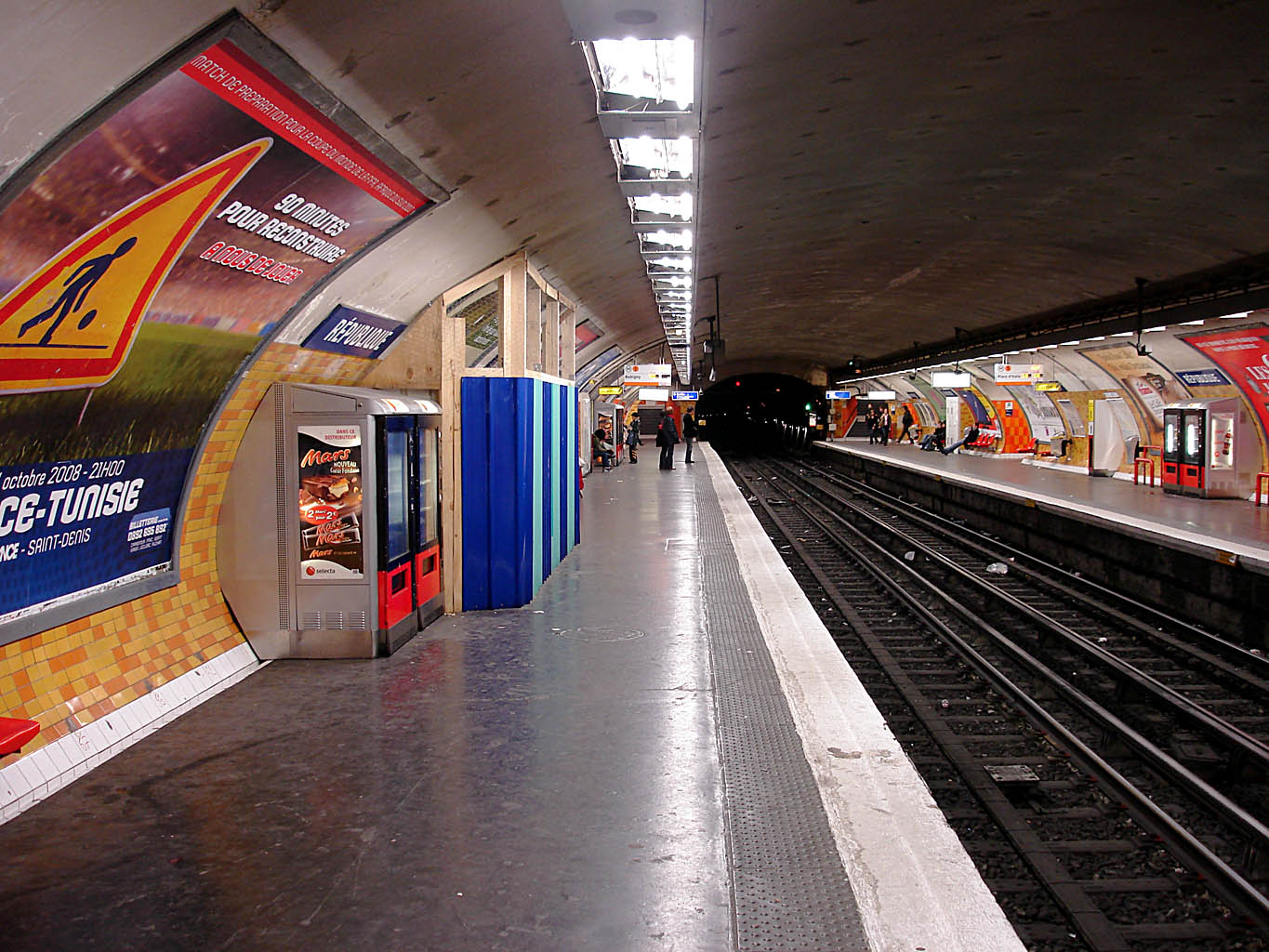
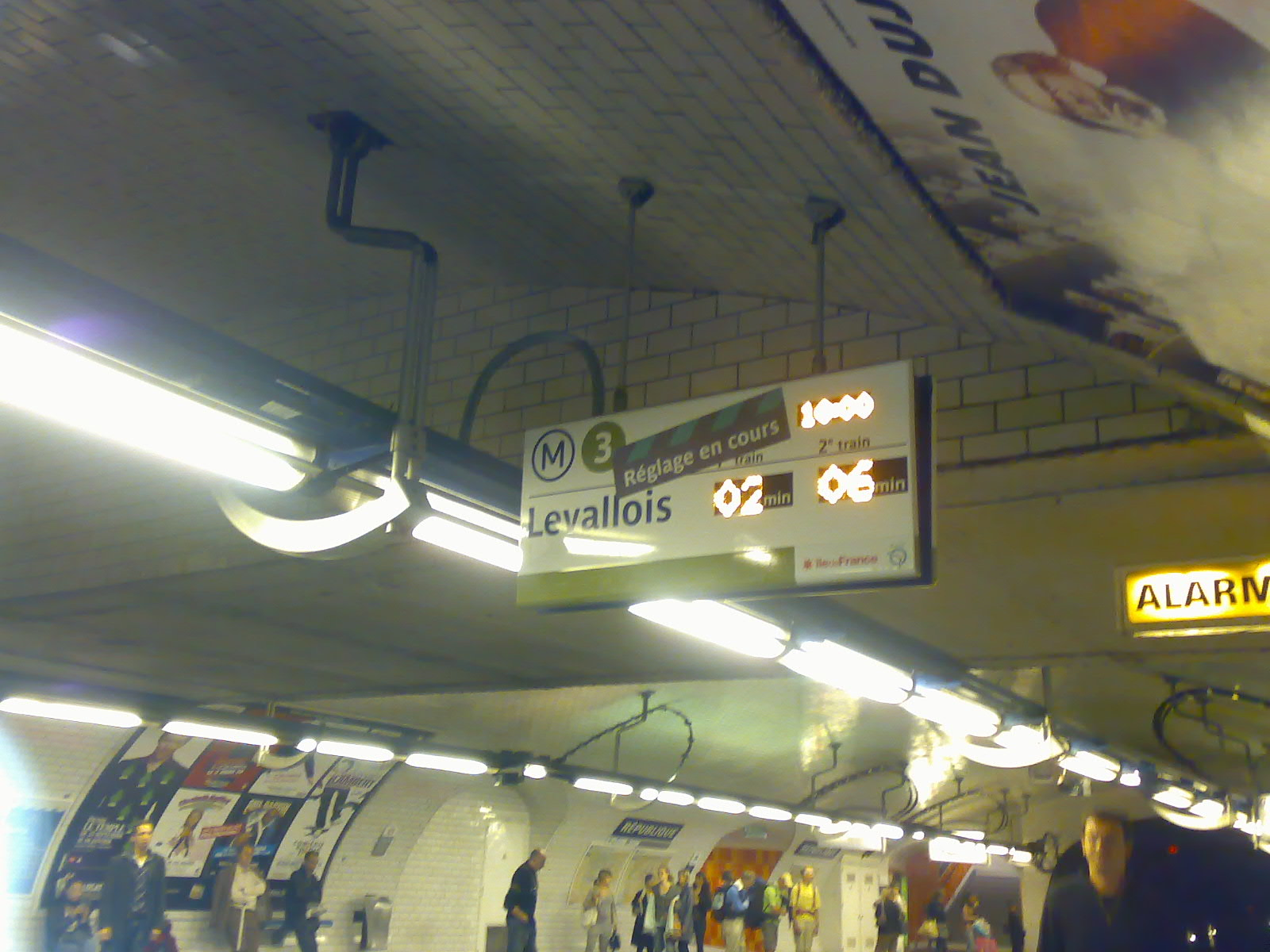
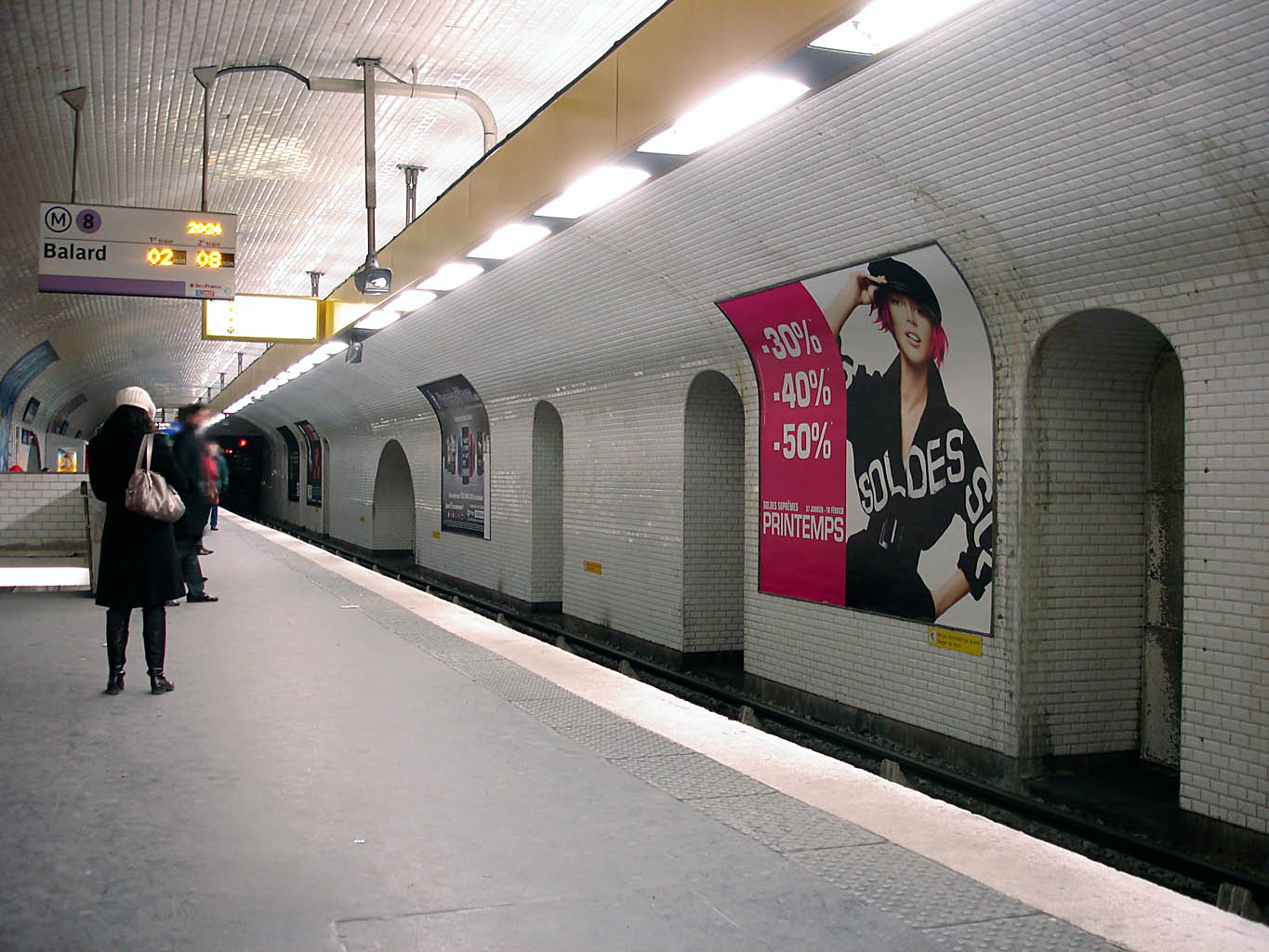
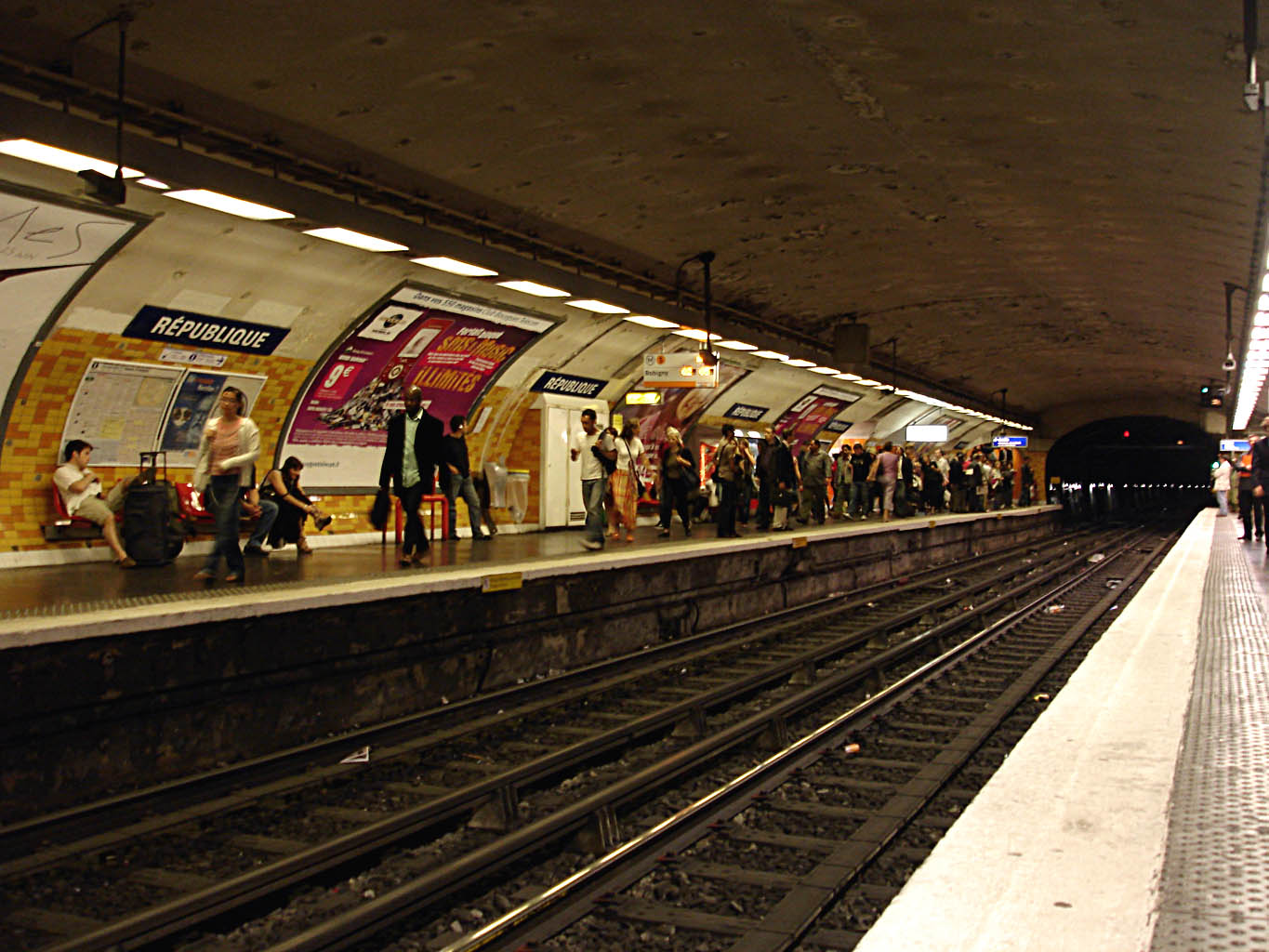